# Okres Lębork
Okres Lębork (polsky Powiat lęborski) je okres v polském Pomořském vojvodství. Rozlohu má 707 km² a v roce 2024 zde žilo 63 576 obyvatel. Sídlem správy okresu je město Lębork.

## Gminy
Městské:
- Lębork
- Łeba

Vesnické:
- Cewice
- Nowa Wieś Lęborska
- Wicko

## Města
- Lębork
- Łeba

## Sousední okresy
| Růžice kompasu |        |                |           | Růžice kompasu |
| Růžice kompasu | Słupsk | Sever          | Wejherowo | Růžice kompasu |
| Růžice kompasu | Słupsk | Okres Lębork   | Wejherowo | Růžice kompasu |
| Růžice kompasu | Słupsk | Jih            | Wejherowo | Růžice kompasu |
| Růžice kompasu | Bytów  | Bytów, Kartuzy | Kartuzy   | Růžice kompasu |